# Turivka, Volodîmîr-Volînskîi
Turivka (în ucraineană Турівка) este un sat în comuna Stenjarîci din raionul Volodîmîr-Volînskîi, regiunea Volînia, Ucraina.

## Demografie
Componența lingvistică a localității Turivka
     Ucraineană (99,33%)
     Alte limbi (0,67%)
Conform recensământului din 2001, majoritatea populației localității Turivka era vorbitoare de ucraineană (99,33%), existând în minoritate și vorbitori de alte limbi.